# Паул (Айдахо)
Паул (англ. Paul) — місто в окрузі Мінідока, штат Айдахо, США. Згідно з переписом 2010 року населення становило 1169 особи, що на 171 особу більше, ніж 2000 року.

## Географія
Паул розташований за координатами 42°36′20″ пн. ш. 113°47′4″ зх. д. / 42.60556° пн. ш. 113.78444° зх. д. (42.605504, -113.784473).  За даними Бюро перепису населення США в 2010 році місто мало площу 1,69 км², з яких 1,65 км² — суходіл та 0,04 км² — водойми.

## Демографія

### Перепис 2010 року
За даними перепису 2010 року, у місті проживало 1 169 осіб у 446 домогосподарствах у складі 311 родини. Густота населення становила 705,3 ос./км². Було 473 помешкання, середня густота яких становила 285,4/км². Расовий склад міста: 76,6 % білих, 0,9 % індіанців, 0,8 % азіатів, 18,0 % інших рас, а також 3,6 % людей, які зараховують себе до двох або більше рас. Іспанці та латиноамериканці незалежно від раси становили 28,5 % населення.
Із 446 домогосподарств 34,3 % мали дітей віком до 18 років, які жили з батьками; 56,7 % були подружжями, які жили разом; 7,4 % мали господиню без чоловіка; 5,6 % мали господаря без дружини і 30,3 % не були родинами. 26,7 % домогосподарств складалися з однієї особи, у тому числі 13,9 % віком 65 і більше років. У середньому на домогосподарство припадало 2,62 мешканця, а середній розмір родини становив 3,20 особи.
Середній вік жителів міста становив 34,3 року. Із них 28,7 % були віком до 18 років; 7,2 % — від 18 до 24; 24,7 % від 25 до 44; 23,5 % від 45 до 64 і 16 % — 65 років або старші. Статевий склад населення: 51,3 % — чоловіки і 48,7 % — жінки.
Середній дохід на одне домашнє господарство  становив 52 583 долари США (медіана — 45 417), а середній дохід на одну сім'ю — 57 021 долар (медіана — 50 385). Медіана доходів становила 44 250 доларів для чоловіків та 28 409 доларів для жінок. За межею бідності перебувало 10,7 % осіб, у тому числі 13,8 % дітей у віці до 18 років та 17,3 % осіб у віці 65 років та старших.
Цивільне працевлаштоване населення становило 545 осіб. Основні галузі зайнятості: виробництво — 26,2 %, освіта, охорона здоров'я та соціальна допомога — 14,5 %, будівництво — 11,7 %, роздрібна торгівля — 11,6 %.

### Перепис 2000 року
За даними перепису 2000 року, у місті проживало 998 осіб у 409 домогосподарствах у складі 276 родин. Густота населення становила 1602,1 ос./км². Було 430 помешкань, середня густота яких становила 259,4/км². Расовий склад міста: 83,27 % білих, 0,10 % афроамериканців, 0,80 % індіанців, 0,40 % азіатів, 12,22 % інших рас і 3,21 % людей, які зараховують себе до двох або більше рас. Іспанці та латиноамериканці незалежно від раси становили 16,33 % населення.
Із 409 домогосподарств 31,3 % мали дітей віком до 18 років, які жили з батьками; 54,0 % були подружжями, які жили разом; 8,6 % мали господиню без чоловіка, і 32,3 % не були родинами. 28,4 % домогосподарств складалися з однієї особи, у тому числі 17,6 % віком 65 і більше років. У середньому на домогосподарство припадало 2,44 мешканця, а середній розмір родини становив 2,99 особи.
Віковий склад населення: 27,3 % віком до 18 років, 7,3 % від 18 до 24, 24,7 % від 25 до 44, 22,2 % від 45 до 64 і 18,4 % від 65 років і старші. Середній вік жителів — 39 років. Статевий склад населення: 48,7 % — чоловіки і 51,3 % — жінки.
Середній дохід домогосподарств у місті становив $30 417, родин — $35 179. Середній дохід чоловіків становив $33 375 проти $21 172 у жінок. Дохід на душу населення в місті був $15 627. Приблизно 9,8 % родин і 14,6 % населення перебували за межею бідності, включаючи 19,3 % віком до 18 років і 9,7 % від 65 і старших.